# Portes de ville de Liège
Les portes de ville de Liège sont les portes aménagées dans l'enceinte de Notger au XIe siècle et la seconde enceinte de Liège du XIIIe siècle. Elles ont toutes été démolies et, au XIXe siècle, seule subsiste la porte des Bégards.
Celles de la seconde enceinte sont représentées sur une carte de Liège réalisée par Julius Milheuser, gravée en 1627 et publiée par Johannes Blaeu à Amsterdam en 1649.

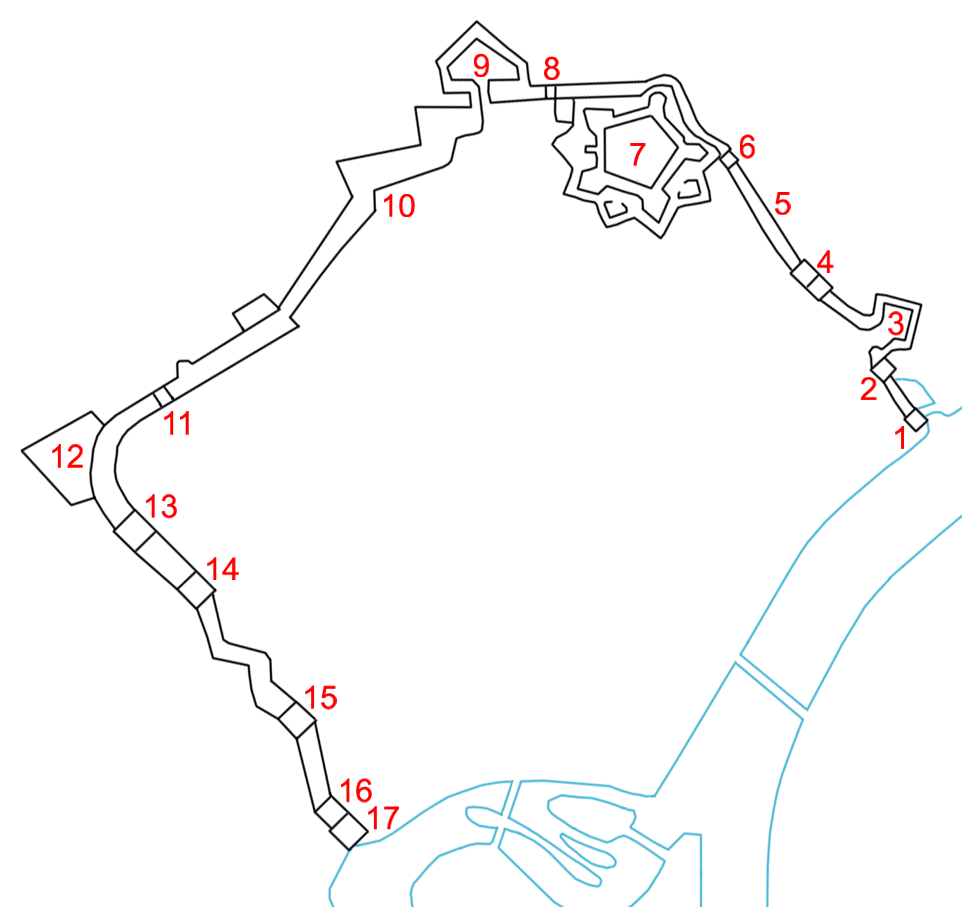
Fortifications du centre ville de Liège vers la fin du XVIIe siècle.
1. Porte Maghin,
2. Porte Saint-Léonard,
3. Bastion Saint-Léonard,
4. Porte de Vivegnis,
5. Rempart des Six-Cents-Degrés,
6. Païenporte,
7. Citadelle,
8. Porte Sainte-Walburge,
9. Bastion du Clergé,
10. Rempart des Anglais,
11. Hocheporte,
12. Bastion du Saint-Esprit,
13. Porte Sainte-Marguerite,
14. Porte Saint-Martin,
15. Tour des Moxhons,
16. Porte des Bégards,
17. Tour des Bégards.

## Portes de l'enceinte de Notger
Six portes fortifiées dans l'enceinte de Notger permettaient de pénétrer dans la cité de Liège :
1. Porte de Saint-Martin devant la collégiale Saint-Martin défendait le Publémont
2. Porte de l’Official devant Sainte-Walburge donnait accès au Palais des Princes-Évêques
3. Hasselinporte ou Porte de Hasselt se dressait devant Féronstrée
4. Porte de Sainte-Catherine défendait le pont des Arches
5. Porte du Vivier laissait s'écouler la Légia à travers la muraille le long de la Meuse
6. Porte du pont-d’Île défendait l'entrée de la cité.

## Seconde enceinte
De cette seconde enceinte érigée au cours du XIIIe siècle et remaniée pendant les siècles suivants, il subsiste encore aujourd'hui quatre constructions visibles : une partie des murs de défense sud de la citadelle, le bastion du Saint-Esprit, la tour des Moxhons et la porte des Bégards. Des morceaux du mur des remparts apparaissent aussi çà et là.
Les portes du rempart encerclant le centre de la cité de Liège sont classées ci-dessous dans le sens anti-horaire à partir de la porte Maghin.

### Les Walleset les portes

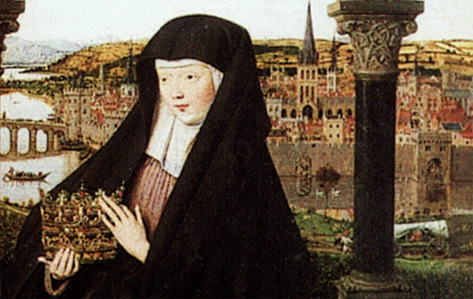
Détail du Rempart des Walles et du Postiche de Lombardie vers 1418

#### Les remparts de Saint-Léonard et de Lombardie
Sur l'enceinte nord, les remparts s'amorçaient à même la Meuse à la porte Maghin, pour s'articuler aux portes de Saint-Léonard et de Vivegnis, avant de gravir les Coteaux de la Citadelle suivant une direction que d'ultimes vestiges jalonnent encore au XXIe siècle : les bases de la porte de Vivegnis et le mur des coteaux, au fond à droite de l'esplanade Saint-Léonard, et face à la rue Vivegnis. Ces remparts désignés par l'expression liégeoise Les Walles, s'allongeaient globalement au nord, de la porte Vivegnis à la porte Saint-Léonard, et de la porte Saint-Léonard à la Meuse.  Les Walles étaient composées de deux remparts: le rempart Saint-Léonard et son bastion (rue Mathieu Laensbergh au XXIe siècle) et, situé devant la rampe du pont Maghin, le rempart de Lombardie s'étendait jusqu'à la porte Maghin.

#### De la Porte du Bayard à la Porte Maghin

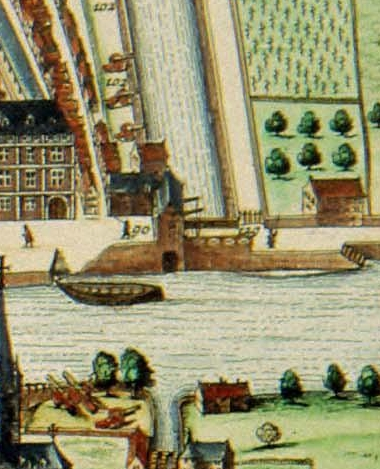
Porte du pont Maghin

Du nom probable d'une famille qui aurait vendu à la ville le terrain nécessaire à l'érection de l'ouvrage de défense, la porte Maghin se trouvait à la place actuelle de la culée du pont Saint-Léonard. Elle est aussi appelée aussi Porte à Meuse, Porte de Hongrée ou Porte du Bayard. Un pont-levis, jeté sur la prise d'eau du Fossé des Walles précédait le bâtiment, semblable à celui de la Porte Saint-Léonard.  En 1662, lorsqu'on construisit le quai Saint-Léonard, prévoyant un surcroit de charroi, le premier pont-levis fut remplacé par un pont plus large. Reconstruite en 1750, elle fut démolie lors du comblement du fossé des Walles en 1806.
Elle est aussi nommée porte de Hongrée qui interceptait le chemin de halage sur cette partie de la rive gauche de la Meuse. Son nom de porte Maghin lui vint plus tard: sur la représentation des bateliers, la magistrature de 1594 acheta la propriété de Maghin. Le nouveau pont et la porte furent construits sur ce terrain qui en retint le nom de Maghin. Les bateaux passaient sous ses arches pour arriver à un accostage creusé le long des remparts jusqu'à la porte Saint-Léonard. On donnera son nom à un nouveau pont qui enjambera la Meuse.
Elle mène vers Maastricht le long de la Meuse.

#### Porte Saint-Léonard

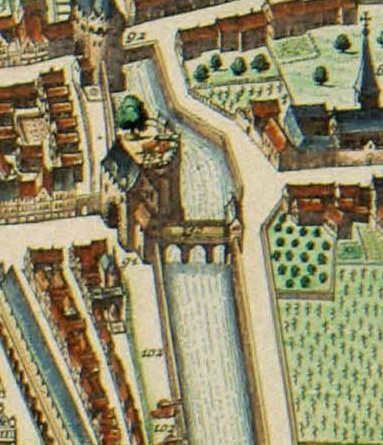
Porte Saint-Léonard

Vers le faubourg Saint-Léonard et Maastricht entre la porte de Vivegnis et la Porte Maghin.
L'enceinte urbaine sous le règne de Notger fut considérablement étendue grâce à de laborieux travaux exécutés de 1198 à 1214. Fortifiée dans la suite aux points névralgiques, elle était jalonnée de portes solidement défendues. Celle de Saint-Léonard qui menait droit au cœur de la Cité fit l'objet d’aménagements particuliers.
La porte Saint Léonard, dessinée par Paul de Ryckel, commencée en 1541, et remplaçant le Postiche de Lombardie, n'est achevée qu'en 1555. Elle était précédée d'un pont qui permettait l'accès aux faubourgs. Le pont, primitivement en bois, fut reconstruit en pierre en 1704. Il disparut au XIXe siècle, à l'époque où on combla le fossé des Walles.  La muraille fut à cet endroit flanquée d'un bastion à l'italienne doublé d'un large fossé. La porte elle-même fut restaurée et décorée de colonnes soutenant un acrotère orné d'armoiries.
Un tympan en forme de triangle isocèle à sommet obtusangle de la porte Saint Léonard représentant les armoiries des écuyers Jean de Loncin  et Raes Dans. Le beau boulevard de la Meuse aux Vignes porte Saint-Léonard et la porte Vivegnis fut commencé en 1541 sous la direction de l'architecte et ingénieur militaire Paul de Ryckel, qui fut assassiné dans l'église Saint-Martin.
À partir de 1738, les bâtiments voisins servent de lieu de détention et, lorsque ces différents ouvrages furent démolis en 1851, ce fut pour faire place à une nouvelle prison.

#### Porte de Vivegnis

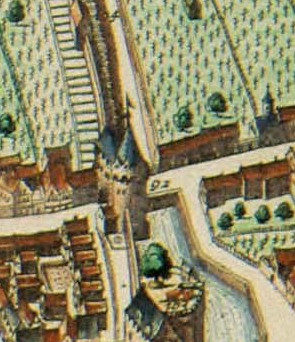
Porte de Vivegnis et Bastion Saint-Léonard

Les fondations de la porte de Vivegnis sont encore visibles et stabilisées dans le prolongement de la rue du Potay. Détruite en 1468, elle est reconstruite par Jean de Hornes en 1486. Elle comprenait une tour qui s'érigeait du côté de la Meuse et, la voûte formant un passage, surmontée d'un local servant de logement tandis qu'un petit bâtiment joignait le rempart. Reconstruite en 1520, elle est réédifiée en 1550.  Elle est démolie en grande partie en 1844, mais quelques vestiges, notamment la base de la voûte restèrent visibles jusqu'en 1956.

#### Bastion des Walles
Face à la rue Saint-Léonard, un bastion armé de canons se situait dans l'envasement actuel du début de la rue Saint-Léonard et contrairement aux vues de Liège d'Aegide Marischal en 1618, de Julius Milheuser en 1627 et la gravure de Mérian vers 1650, le bâti était oblique, permettant de dissimuler, au premier abord l'entrée de la ville à tout qui venait de l'extérieur.

#### Fossé des Walles
En avant de cet ensemble défensif, de bastions, de murs et de portes, un bassin dit Fossé des Walles ou Fossé Saint-Léonard servait de douves et de refuge pour les bateaux. Prenant ses eaux de la Meuse, il se situait perpendiculairement à celle-ci, de la Meuse au pied de la colline, jusqu'à la porte de Vivegnis, couvrant toute la place des Déportés et l'esplanade Saint-Léonard actuelle. Si son origine est difficile à déterminer, il protégeait les fortifications des Walles qui fermaient la ville à la rive gauche à son endroit le plus resserré. Sa capacité maximale aurait pu être  de 80 barques, mais il faut considérer que le pont de la porte Saint-Léonard devait constituer un obstacle à l'accès du second bassin. Fort envasé et en mauvais état, l'administration française songea un moment à le remettre en service mais ce projet sera abandonné. Quand Liège devint hollandais, il était comblé.
Le bassin est comblé et orné d'une plantation d'arbres, on construit ensuite la prison Saint-Léonard de 1847 à 1850. En 1832, le pont Maghin est démoli. Son emplacement fait maintenant suite à la Batte qu'il relie à celui de Saint-Léonard.

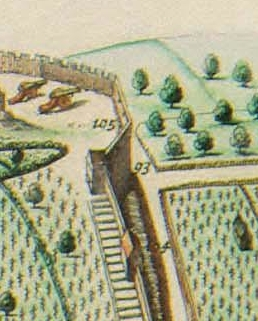
Païenporte

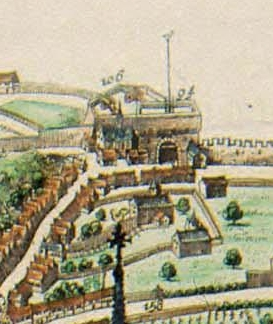
Porte Sainte-Walburge

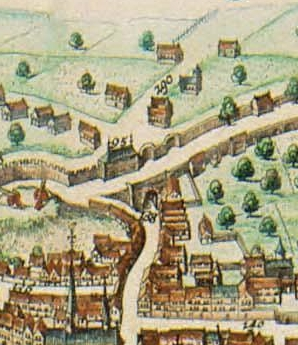
Hocheporte

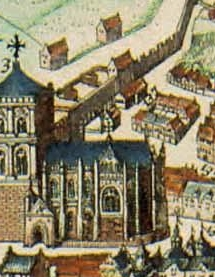
Porte Sainte-Marguerite

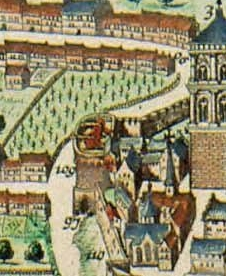
Porte Saint-Martin

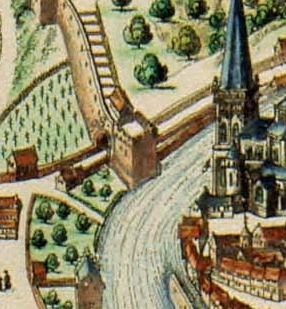
Porte des Bégards

### Païenporte
Orthographiée également Payen-porte, Païen-porte, elle porte le nom d'une famille patricienne à la garde de laquelle elle fut sans doute confiée.

### Porte Sainte-Walburge
Vers Tongres, en 1527, l'évêque Érard de La Marck fortifie d'un bastion dit du clergé parce que ce corps contribua pour quelque chose dans la dépense et d'un ouvrage en maçonnerie d'une épaisseur extrême que l'on appelait le balloir la porte elle-même fut rebâtie à neuf. Construite en 1255, démolie en 1817.

### Hocheporte
Hoche-porte, autrefois porte du Saint-Esprit, est située vers Tongres et Hasselt ; un des trois premiers cimetières hors de la Cité ouvert en 1805, fermé en 1816. Construite en 1596, démolie en 1824, reconstruite et enfin démolie en 1852.
La porte est nommée d'après le nom de l'abbaye de Hocht qui reçut les revenus de passage consacrés par le Prince-évêque Hugues de Pierrepont.

### Porte Sainte-Marguerite
Porte du faubourg Sainte-Marguerite. Construite en 1595, reconstruite en 1772, démolie en 1821, reconstruite de nouveau et démolie en 1844.

### Porte Saint-Martin
Construite en 1483, démolie en 1813, elle est reconstruite peu après et démolie fin du XIXe siècle.

### Porte des Bégards
Proche de l'ancien couvent des Bégards, seule porte de Liège qui reste debout, édifiée contre le Publémont et derrière le postiche de la Sauvenière, la porte des Bégards est le point de passage obligé entre le pied du Thier de la Fontaine et la Basse-Sauvenière. Elle a été restaurée en 1974. Elle est toujours visible par la rue des Bégards, ou par la Basse-Sauvenière. Elle est flanquée d'un « vide-bouteille » du XVIIIe siècle, occupé par un restaurant.

### Fausse porte de Pierreuse
Après la destruction de la ville en 1468 par Charles le Téméraire, il fallut relever l'enceinte de ses ruines. Les Liégeois s'y activèrent de nombreuses années et afin de tenir à distance les canons ennemis, ils prolongèrent la muraille jusqu'au sommet de la colline Sainte-Walburge. Construite en 1650, en même temps que l'agrandissement de la citadelle, la porte donnait accès à la chaussée de Tongres. Pour l'atteindre il fallait gravir la rue Pierreuse et passer sous un arveau jouxtant une maison où s’arrêtait volontiers le voyageur essoufflé par la rude montée.
Elle servait de sortie sur la rue Pierreuse alors que la porte Sainte-Walburge lui servait d'entrée. Cette fausse porte est démolie en 1817.

## L'Île

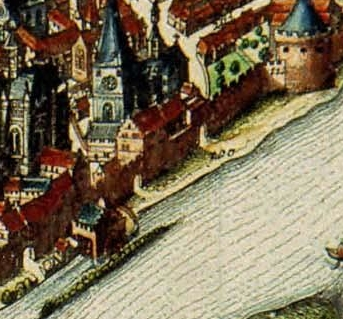
Porte de Beaurepart

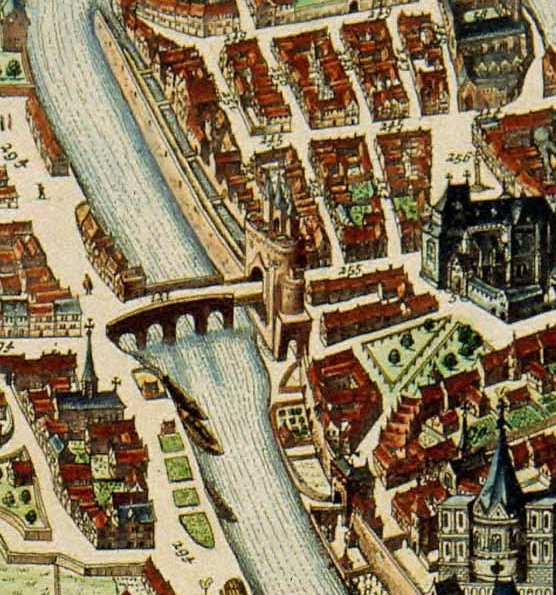
Porte d'Avroy

### Porte d'Avroy
Appelée également porte du pont d'Avroy, elle mène vers le faubourg Saint-Gilles. Modernisée en 1549, démolie en 1812.

### Porte de Beaurepart
Appelée également  porte de Beau-repaire, elle donnait sur la Meuse en face de la tour en Bêche.

### Porte des Croisiers
Utilisée comme accès à la Meuse pour le couvent des Croisiers. Démolie vers 1850.

## Outremeuse

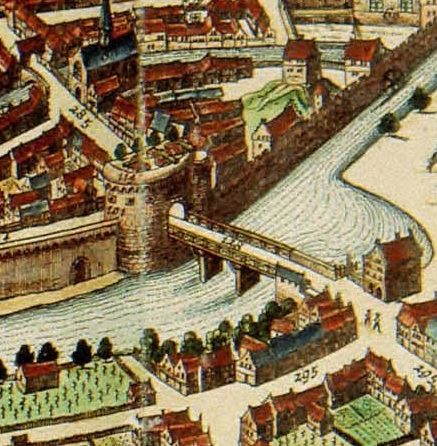
Porte d'Amercœur

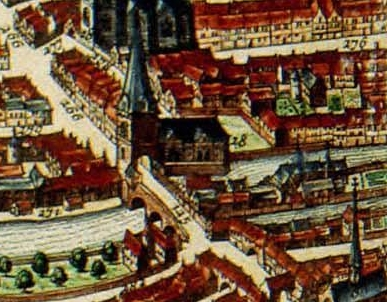
Fausse porte de Saint-Nicolas

### Porte d'Amercœur
Menant vers le faubourg d'Amercœur et Aix-la-Chapelle construite par Corneille de Bergue. Construite en 1540, réédifiée en 1550 et démolie en 1819, reconstruite peu après et démolie en 1846.

### Fausse porte de Saint-Nicolas
Porte ménagée dans la tour de l'église Saint-Nicolas.

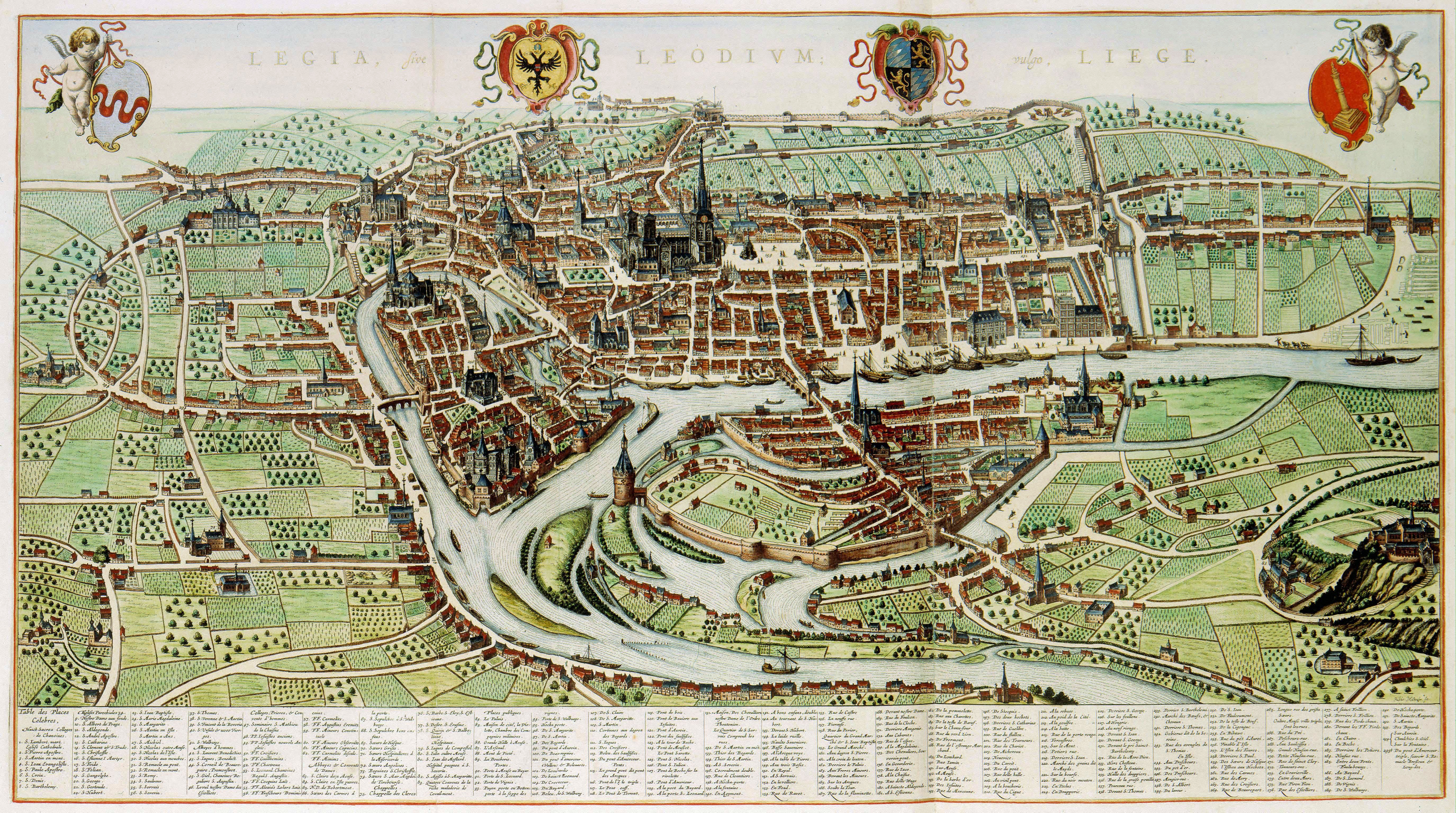
Liège au XVII